# Janetiella goiranica
Janetiella goiranica är en tvåvingeart som beskrevs av Jean-Jacques Kieffer och Alessandro Trotter 1905. Janetiella goiranica ingår i släktet Janetiella och familjen gallmyggor.
Artens utbredningsområde är Italien. Inga underarter finns listade i Catalogue of Life.